# Scinax similis
Scinax similis là một loài ếch trong họ Nhái bén. Chúng là loài đặc hữu của Brasil.
Các môi trường sống tự nhiên của chúng là xavan ẩm, đồng cỏ khô nhiệt đới hoặc cận nhiệt đới vùng đất thấp, đầm nước, đầm nước ngọt có nước theo mùa, vùng đồng cỏ, vườn nông thôn, các vùng đô thị, các khu rừng trước đây bị suy thoái nặng nề, và ao.